# Pamela L. Travers
Pamela Lyndon (P. L.) Travers, född Helen Lyndon Goff den 9 augusti 1899 i Maryborough i Queensland i Australien, död 23 april 1996 i London i Storbritannien, var en australisk-brittisk författare.

## Biografi
Pamela L. Travers flyttade till England 1924 och började då använda namnet Travers som en pseudonym. 1941 skrev hon en barnbok om evakueringen av barn under kriget, Vi fara över land och hav.
När Travers blev sjuk och sedan bodde på landet som konvalescent i Sussex började hon skriva den första boken om Mary Poppins, den barska men samtidigt spännande barnsköterskan. Alla Mary Poppins-böckerna illustrerades av Mary Shepard.